# Battaglia di pino solitario
La battaglia di pino solitario (in inglese Lone Pine), conosciuta anche come battle of Kanlı Sırt, fu una battaglia combattuta fra gli australiani e i turchi, durante la prima guerra mondiale tra il 6 e il 10 agosto 1915. Essa fu parte di un diversivo per attirare l'attenzione dall'assalto principale del 6 agosto, l'offensiva d'agosto contro i picchi di Chunuk Bair e la Quota 971. Gli australiani inizialmente conquistarono le principali trincee turche, difese da un singolo battaglione. I combattimenti proseguirono per i tre giorni seguenti, durante i quali i rinforzi turchi tentarono di riconquistare il terreno perso con numerosi contrattacchi. Con il proseguire degli scontri anche gli australiani rinforzarono i loro reparti, inviando in prima linea due brigate. Infine, il 9 agosto i turchi smisero di attaccare e entro il 10 ogni azione offensiva cessò. Nonostante la vittoria australiana, la vasta offensiva fallì, creando uno stallo delle forze in campo che durò fino alla fine della campagna, nel dicembre 1915.

## Preludio
Il campo di battaglia di pino solitario, chiamato così per via della vegetazione locale, il Pinus halepensis, è situato circa al centro delle linee est dell'Anzac Cove, su di un rilievo chiamato 400 Plateau che si unisce alla Bolton's Ridge a sud, e con la Valle Monash a nord.
Il fronte originale australiano a pino solitario conteneva un saliente. A nord di questo, sul lato turco, vi era una gola chiamata The Cup (La Coppa). Questa era una area di riserva per i turchi e poco fortificata. Le trincee turche a Lone Pine erano le più forte e nessuno si sarebbe aspettato un attacco su quella linea del fronte.
Il comandante della 1ª divisione australiana era il brigadiere generale Harold Bridgwood Walker, un ufficiale britannico che aveva rimpiazzato il maggior generale William Throsby Bridges come comandante temporaneo dopo che Bridges stesso era stato ucciso da un cecchino in maggio. Walker non approvò un vero attacco a Lone Pine, concesse solo l'opportunità di creare un diversivo per l'offensiva principale. Quando il generale sir Ian Hamilton, il comandante delle forze britanniche, insistette per un vero attacco, Walker cercò di dare alle truppe la miglior possibilità di successo in un terreno così sfavorevole.
Ad opporsi agli australiani a pino solitario, vi era un battaglione del 72º reggimento composto da circa 500 uomini.

## Battaglia
La lunghezza del fronte della battaglia era di 150 metri con una distanza dalla linea australiana a quella britannica che va dai 50 ai 90 metri. Per ridurre la distanza da percorrere, gli australiani progettarono una serie di tunnel fino a 30 metri dalle linee turche. Immediatamente dopo l'attacco, uno di questi tunnel fu aperto per permettere la comunicazione con i compagni e l'invio di rifornimenti che in questo modo non avrebbero dovuto affrontare lo spazio aperto. Alcuni di questi attaccati avrebbero dovuto avanzare esposti al fuoco nemico dalle linee australiane. Per dare alcune misure di protezione per questi uomini, vennero fatte saltare tre mine per creare dei crateri in cui gli uomini avrebbero potuto ripararsi. Il bombardamento preliminare durò tre giorni, culminante con un intenso bombardamento un'ora prima dell'assalto, tagliando il filo spinato turco.

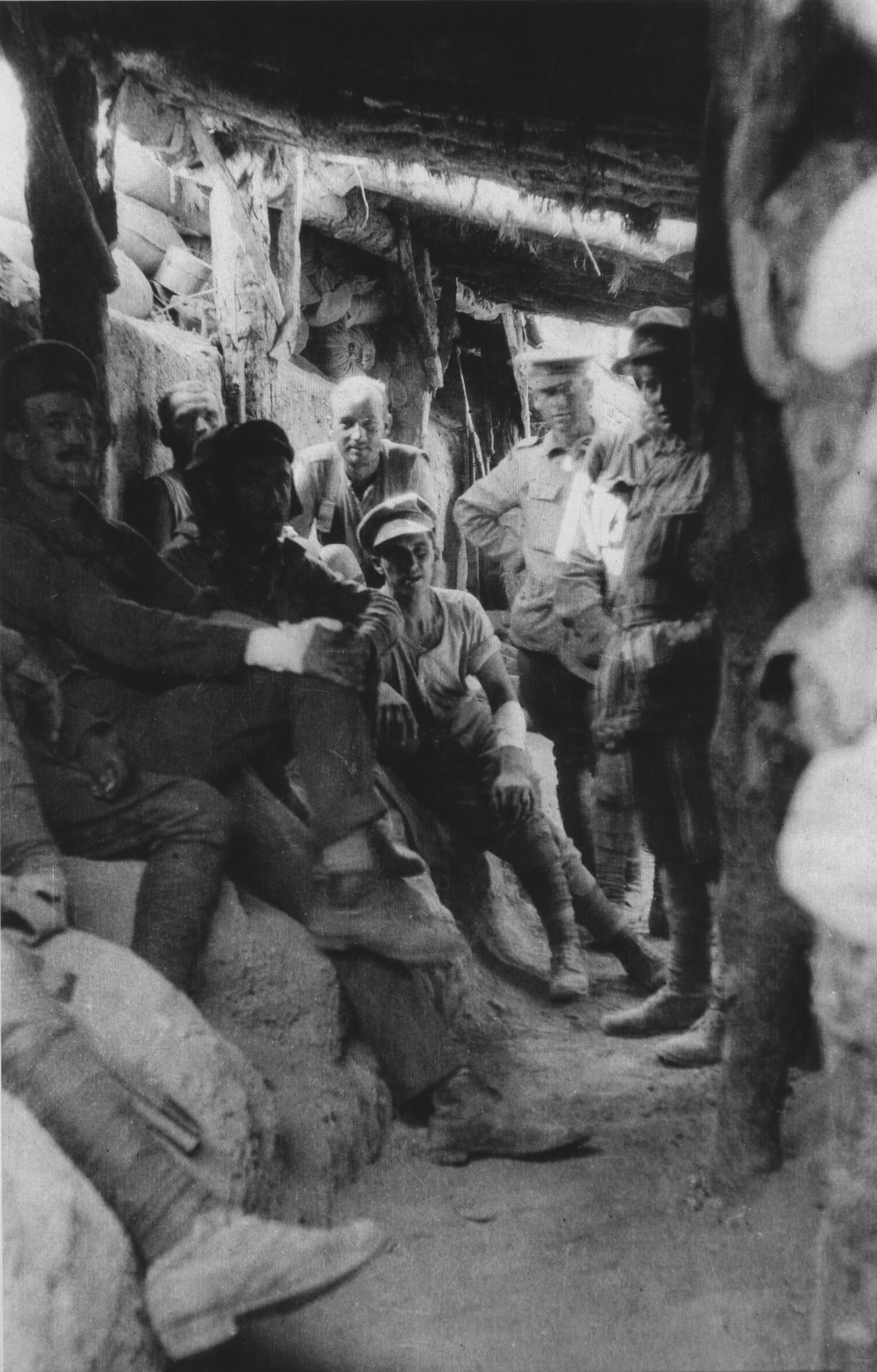
Una trincea turca catturata dagli australiani a Lone Pine

La fase preparatoria dell'attacco iniziò alle ore 14:00 del 6 agosto, quando gli australiani fecero detonare le tre mine, di fronte alle linee turche. Due ore e mezza dopo il bombardamento finale ebbe inizio, terminando un'ora dopo.
Alle ore 17:30, la 1ª Brigata australiana attaccò Per via delle dimensioni ridotte del fronte lungo il quale l'attacco è stato lanciato, l'assalto iniziale fu intrapreso dal 2°, dal 3º e dal 4º Battaglione australiano, con il 1° come riserva. Metà delle forze furono inviate attraverso i tunnel, mentre metà attraversò la terra di nessuno. Quando raggiunsero le trincee turche, le trovarono coperte con tronchi di pino e senza una facile via d'ingresso. Alcuni australiani cercarono di aprirsi un varco con le armi, le bombe e le baionette, alcuni trovarono delle vie d'accesso e altri ancora proseguirono verso le trincee delle retrovie turche. Piccole unità australiane riuscirono ad entrare nel Cup dove furono fermati dai soldati turchi, che si erano asserragliati per difendere il loro Quartier Generale.
Per gli australiani l'attacco ebbe successo, dato che riuscirono a prendere possesso della principale trincea turca, e si prepararono subito a respingere i contrattacchi nemici. Dopo aver posizionati sacchi di sabbia come ripari lungo il fronte, attesero il primo contrattacco. Durante i preparativi, il 1º Battaglione, in riserva, si riunì al resto delle unità australiane. Poco dopo il tramonto, circa alle 19:00, i turchi attaccarono dopo l'arrivo di rinforzi, guidati dal maggiore Zeki Bey. Attaccando con le bombe a mano, il combattimento prese luogo all'interno del sistema di trincee turco. La poca distanza tra i nemici permetteva loro di lanciare avanti e indietro le bombe diverse volte prima che esse esplodessero. Gli australiani controllavano tutta la prima linea turca ed avevano qualche testa di ponte in profondità nella linea delle trincee turche. Gli australiani bloccarono così le trincee di comunicazioni nemiche al meglio che poterono, spesso usando anche dei cadaveri. Il resto dei corpi fossero messi in altre trincee e, dove possibile, i feriti furono evacuati. I combattimenti furono intensi, le condizioni erano pessime e gli uomini esausti, tanto che vennero lasciati distesi nelle trincee.
Per i tre giorni successivi, i turchi continuarono a lanciare incessanti e inefficaci attacchi, nel tentativi di riconquistare le trincee perse. In totale furono impiegati tre reggimenti turchi negli scontri. Gli australiani ricevettero anche loro rifornimenti, infatti giunsero due battaglioni dalla 2ª e dalla 3ª Brigata (il 7º e il 12º Battaglione) per tenere i progressi della 1ª Brigata. Il 9 agosto, il comandante turco annullò l'ennesimo tentativo di conquistare le linee nemiche e il 10 agosto, la battaglia si concluse.

## Conseguenze
Anche se fu una vittoria tattica per gli australiani dato che essi rimasero nelle posizioni catturate e riuscirono a respingere alcuni rinforzi turchi, le pesanti ripercussioni dell'attacco a Lone Pine ebbero una pesante influenza a Chunuk Bair. Inviata a nord per rinforzare la linea Lone Pine, la 9ª Divisione turca del colonnello Hans Kannengiesser ricevette l'ordine di proseguire per Chunuk Bair dove, in quel momento, vi era solo una batteria d'artiglieria, difesa da 20 uomini La divisione giunse appena in tempo per respingere l'attacco neozelandese. Dopo l'offensiva d'agosto, sulla penisola si giunse in una fase di stallo fino all'evacuazione in dicembre.

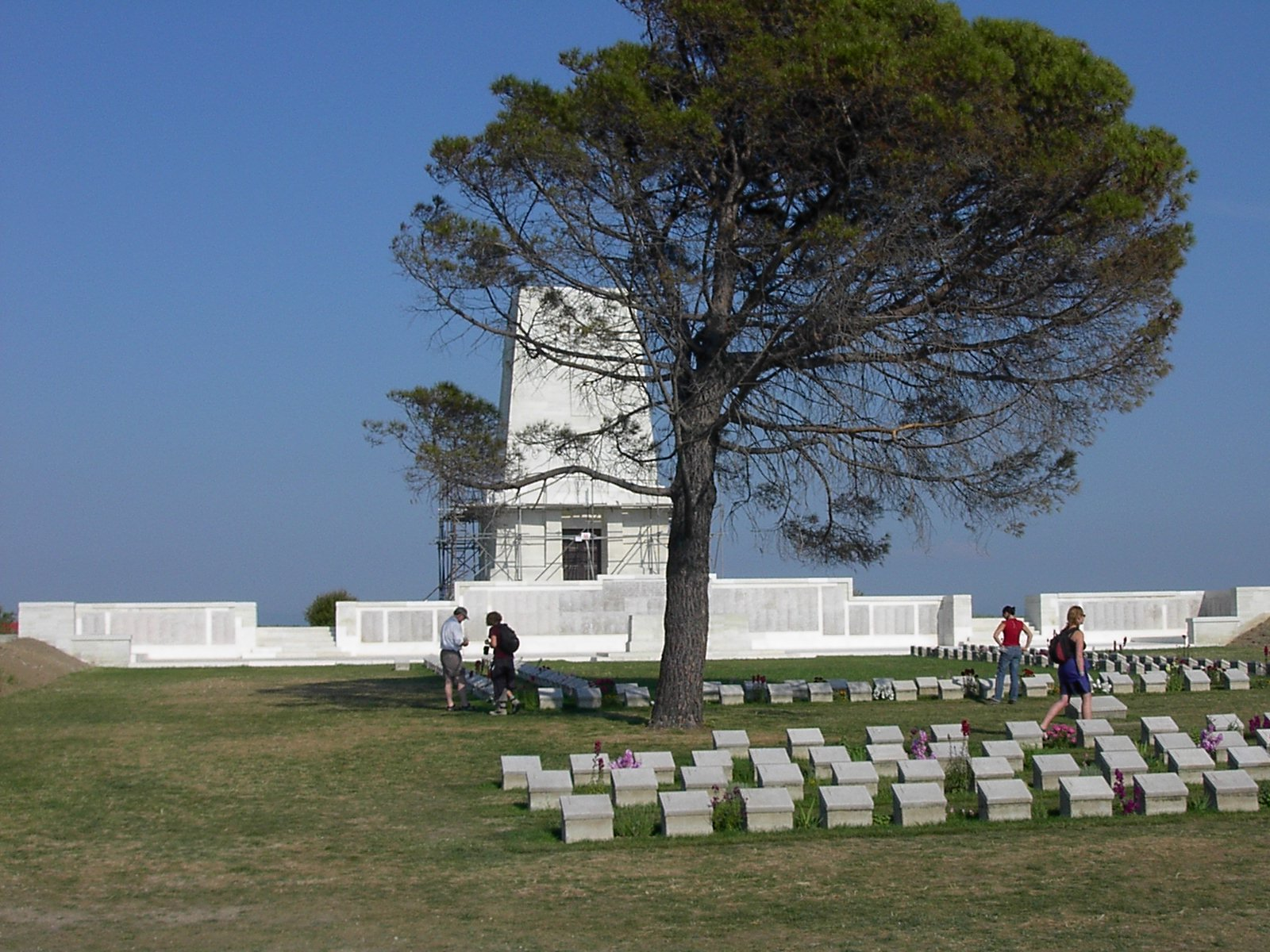
Il cimitero dei soldati del Commonwealth, a Lone Pine

Sette soldati australiani ricevettero la Victoria Cross per le loro azioni durante i combattimenti a Lone Pine, inclusi quattro uomini del 7º Battaglione, che fu impiegato solo per respingere il contrattacco nemico. Gli uomini che ricevettero la Victoria Cross furono:
- Caporale William Dunstan
- Capitano Alfred John Shout (ferito a morte nella battaglia e sepolto in mare)
- Soldato Leonard Keysor
- Soldato John Patrick Hamilton
- Caporale Alexander Stewart Burton
- Tenente Frederick Harold Tubb
- Tenente William John Symons

Le vittime australiane furono 2 277 e tra 5 000 e 6 000 per i turchi (morti e feriti)